# Scinax rostratus
Scinax rostratus és una espècie de granota que es troba a Colòmbia, Guyana, Panamà, Surinam, Veneçuela i, possiblement també, el Brasil.